# De Dion-Bouton Type BS
Der De Dion-Bouton Type BS ist ein Pkw-Modell aus der Anfangszeit des 20. Jahrhunderts. Hersteller war De Dion-Bouton aus Frankreich.

## Beschreibung
Die Zulassung durch die nationale Zulassungsbehörde erfolgte am 22. Dezember 1908. Vorgänger war der Type BI.
Der Vierzylindermotor hat 90 mm Bohrung, 120 mm Hub und 3054 cm³ Hubraum. Er war damals in Frankreich mit 18 Cheval fiscal (Steuer-PS) eingestuft. Er ist vorne im Fahrgestell montiert und treibt über ein Dreiganggetriebe und eine Kardanwelle die Hinterräder an. Der Wasserkühler ist direkt vor dem Motor hinter einem deutlich sichtbaren Kühlergrill. Die Hinterachse ist eine De-Dion-Achse.
Die Basis bildet ein Pressstahlrahmen. Der Radstand beträgt 2980 mm und die Spurweite 1240 mm. Eine Fahrzeuglänge von 3950 mm ist bekannt. Die Bereifung hatte eine Größe von 815 x105.
Bekannt sind Aufbauten als Doppelphaeton, Phaeton, Limousine und Landaulet.
Das Modell wurde bis 1909 angeboten. Nachfolger wurde der Type CH, der am 24. Februar 1910 seine Zulassung erhielt.